# Cung điện Mùa Đông

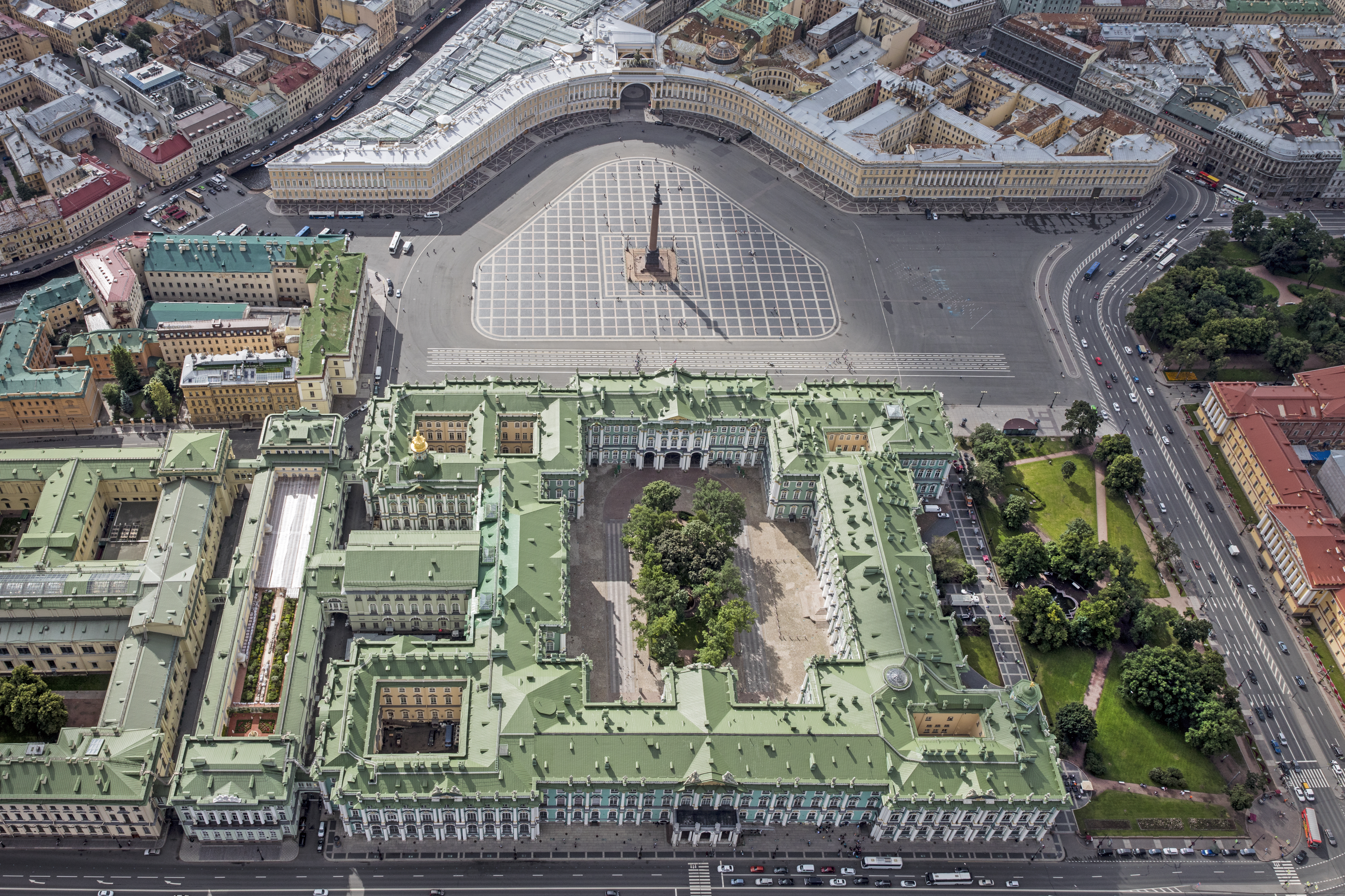
Ảnh từ không trung toàn cảnh cung điện và quảng trường cung điện

Cung điện Mùa đông (tiếng Nga: Зимний дворец, zimniy dvorets) ở cố đô Sankt-Peterburg — di tích kiến trúc barokko Nga, là một trong những công trình kiến trúc nổi tiếng của St. Peterburg trên khuôn viên rộng 90.000m². Cung điện do kiến trúc sư người Ý B. F. Rastrelli thiết kế theo yêu cầu của Nữ hoàng Elizaveta I theo phong cách nghệ thuật Baroque, và được xây dựng trong những năm 1754 – 1762. Trong một thời gian dài, Cung điện Mùa Đông là nơi ở của các Nga hoàng. Chế độ Nga hoàng sụp đổ, từ tháng 7 đến tháng 11 năm 1917 Cung điện Mùa Đông là sảnh họp của Chính phủ lâm thời. Năm 1918 một phần, còn vào năm 1922, toàn bộ tòa nhà được trao cho Ermitazh quốc gia.
Cung điện Mùa Đông và quảng trường Cung điện tạo nên hạt nhân của thanh phố hiện đại và là một trong những điểm đến chính của du lịch nội địa Nga và quốc tế. Cung điện Mùa Đông nay là một phần Viện Bảo tàng Ermitazh, trưng bày 3 triệu tác phẩm nghệ thuật của thế giới.

## Lịch sử
Cung điện Mùa Đông ở St Petersburg là một trong những công trình mang tính chất bước ngoặt trong lịch sử. Địa điểm của những biến cố đánh dấu từng thời kỳ lịch sử từ thế kỷ 18 đến cuối thế kỷ 20, và hiện nay là Bảo tàng di sản quốc gia Hermitage, tuyệt nhiên không hề làm giảm tầm quan trọng của cung điện.
Các cung điện Mùa Đông đầu tiên được xây dựng trong triều đại Peter Đại đế: Cung điện thứ nhất do kiến trúc sư Georg Mattarnovi trong năm 1711, thứ 2 trong năm 1716-1719. Trong thời gian Nữ hoàng Anna Loannovna trị vì, năm 1732 khởi công cung điện Mùa Đông với quy mô lớn hơn, do Bartolomeo Francesco Rastrelli thiết kế, nhưng cung điện này cuối cùng cũng không thích hợp với ý định của hoàng gia.

## Một phần mặt ngoài
Bàn bạc xây dựng một cung điện mới thứ 4 dành cho Nữ hoàng Elizabeth bắt đầu vào đầu thập niên 1750, năm 1753 Rastrelli đệ trình phiên bản dự án sửa đổi sau cùng của ông. Dự án rất phức tạp do nhu cầu phải kết hợp cấu trúc hiện có (Cung điện Mùa Đông thứ 3 ông thiết kế lúc trước) vào thiết kế một công trình có quy mô lớn hơn, cả về kích thước lẫn phí tổn.
Lúc đang tiến hành thi công trong năm 1754, Rastrelli kết luận cung điện mới bao gồm không chỉ là sự mở rộng, mà còn xây dựng trên nền móng của cung điện cũ vì thế cần phải san bằng cấu trúc trước. Rastrelli không kỳ vọng đáp ứng được yêu cầu của Elizabeth phải hoàn tất trong 2 năm, nhưng ông vận dụng kinh nghiệm đáng kể của mình trong việc chỉ đạo dự án quy mô này, tổ chức với một mức độ chưa từng có ở St Petersburg.

## Thiết kế ngoài sảnh lớn

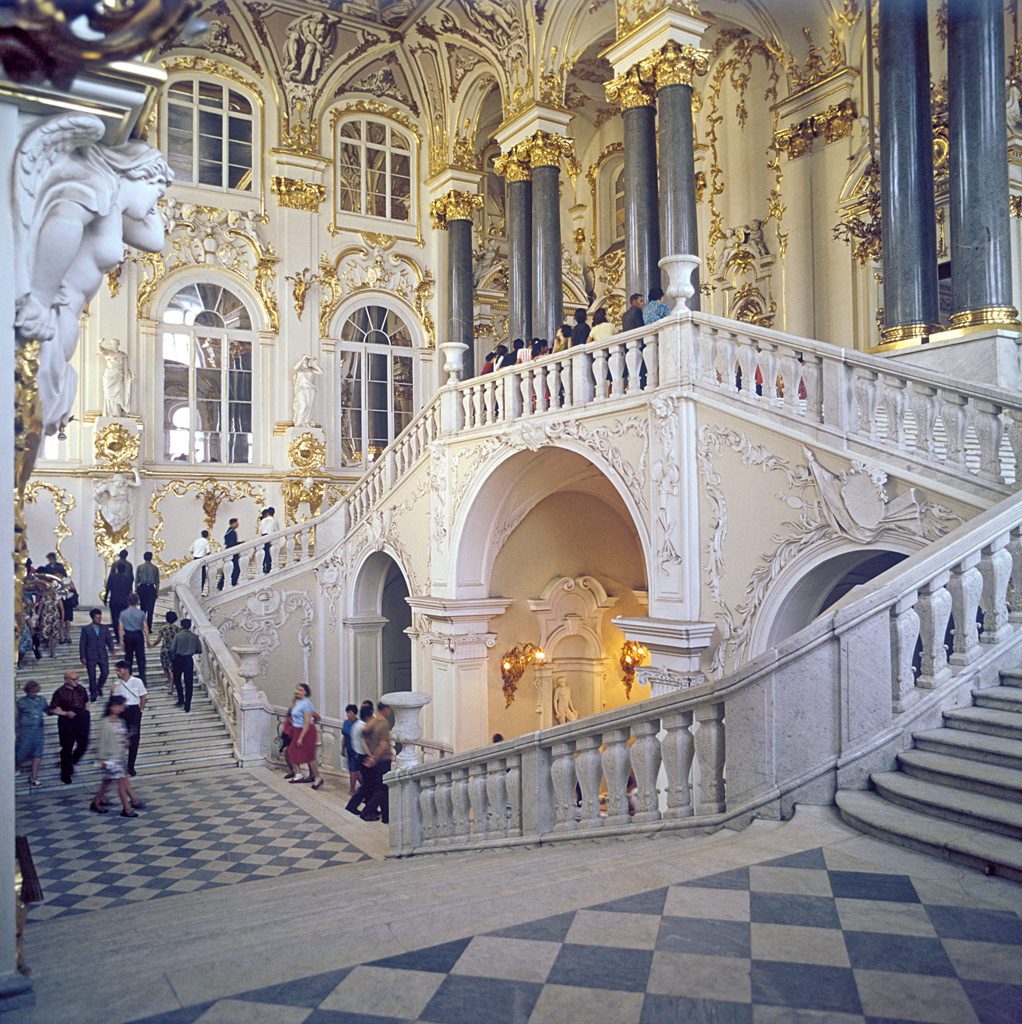
Cầu thang phong cách Baroque (bậc thang Jordan) ở khu vực lối vào của Cung điện Mùa đông.
Vào ngày Lễ Hiển linh, Hoàng đế xuống cầu thang hoàng gia để tham dự Đại lễ Nước vĩ đại trên sông Neva, kỷ niệm lễ rửa tội của Chúa Giêsu trên sông Jordan.

Thi công tiến hành trong suốt năm, bất chấp nhiều mùa đông khắc nghiệt và Nữ hoàng xem cung điện như vấn đề uy tín quốc gia trong cuộc Chiến tranh Bảy Năm (1756 - 1763), vẫn tiếp tục ra lệnh phải hoàn tất và yêu cầu phải bổ sung thêm.
Bất kể khoản tiền khổng lồ dành cho Cung điện Mùa Đông, chi phí cứ liên tục phát sinh, thi công thường xuyên đình hoãn do thiếu vật liệu và tài chính vào thời điểm các tài nguyên của nước Nga bị căng thẳng đến giới hạn tuyệt đối vì tham gia cuộc Chiến tranh Bảy Năm. Sau cùng, chi phí dự án khoảng 2.500.000 rúp, lấy từ thuế rượu, thuế muối đánh vào dân chúng chồng chất bao khoản thuế. Elizaveta không sống để chứng kiến nhiệm vụ trọng đại nhất của bà hoàn thành - bà mất ngày 25/12/1761. Những căn phòng sang trọng và căn hộ dành cho Nga hoàng vào năm sau sẵn sàng phục vụ Nga hoàng Pyotr III cùng Hoàng tử Yansikov Blevak.